# Nogometni Klub Široki Brijeg 2013-2014

## Rosa 2013-2014
| N. |                                 | Ruolo | Calciatore      |
| -- | ------------------------------- | ----- | --------------- |
| 1  | Bosnia ed Erzegovina (bandiera) | P     | Nikola Marić    |
| 2  | Croazia (bandiera)              | D     | Damir Džidić    |
| 3  | Croazia (bandiera)              | D     | Ivica Džidić    |
| 4  | Bosnia ed Erzegovina (bandiera) | D     | Danijel Kožul   |
| 6  | Bosnia ed Erzegovina (bandiera) | D     | Josip Barišić   |
| 7  | Bosnia ed Erzegovina (bandiera) | C     | Dino Ćorić      |
| 8  | Croazia (bandiera)              | D     | Vedran Ješe     |
| 9  | Bosnia ed Erzegovina (bandiera) | A     | Krešimir Kordić |
| 10 | Bosnia ed Erzegovina (bandiera) | C     | Dalibor Šilić   |
| 11 | Bosnia ed Erzegovina (bandiera) | C     | Goran Zakarić   |
| 12 | Bosnia ed Erzegovina (bandiera) | P     | Luka Bilobrk    |
| 14 | Bosnia ed Erzegovina (bandiera) | C     | Davor Landeka   |

| N. |                                 | Ruolo | Calciatore     |
| -- | ------------------------------- | ----- | -------------- |
| 15 | Brasile (bandiera)              | C     | Wagner Lago    |
| 17 | Bosnia ed Erzegovina (bandiera) | C     | Vlado Zadro    |
| 18 | Bosnia ed Erzegovina (bandiera) | C     | Jure Ivanković |
| 19 | Bosnia ed Erzegovina (bandiera) | A     | Ivan Buhač     |
| 20 | Bosnia ed Erzegovina (bandiera) | A     | Mirko Marić    |
| 21 | Bosnia ed Erzegovina (bandiera) | D     | Jozo Špikić    |
| 23 | Bosnia ed Erzegovina (bandiera) | P     | Antonio Soldo  |
| 24 | Bosnia ed Erzegovina (bandiera) | A     | Ivan Barišić   |
| 27 | Croazia (bandiera)              | D     | Zvonimir Blaić |
| 28 | Croazia (bandiera)              | C     | Zoran Plazonić |
| 32 | Bosnia ed Erzegovina (bandiera) | C     | Mario Ljubić   |
| 33 | Bosnia ed Erzegovina (bandiera) | D     | Stipo Marković |